# Cephaloidophora drachi
Cephaloidophora drachi is een soort in de taxonomische indeling van de Myzozoa, een stam van microscopische parasitaire dieren. Het organisme komt uit het geslacht Cephaloidophora en behoort tot de familie Cephaloidophoridae. Cephaloidophora drachi werd in 1962 ontdekt door Theodorides.